# Bailando por la boda de mis sueños
Bailando por la boda de mis sueños fue un programa televisivo mexicano que se transmitió a partir de 2006, por la cadena Televisa. Se ideó como continuación de los reality shows musicales Bailando por un sueño y Cantando por un sueño, su fecha de estreno fue el 9 de julio de 2006. El programa se realizó bajo la conducción de Marco Antonio Regil, y la producción de Rubén y Santiago Galindo. Los programas o «galas» se transmiteron los domingos a las 7 p. m. por el Canal de las Estrellas en las inmediaciones del Foro 2 de Televisa San Ángel.

## Historia y concepto
En junio de 2006, Televisa anunció la próxima transmisión en México del programa Bailando por la boda de mis sueños, para dar continuidad a los reality shows musicales Bailando por un sueño y Cantando por un sueño. El estreno fue el 9 de julio de 2006, conducido por Marco Antonio Regil, que vino a reemplazar a Adal Ramones conductor de los anteriores programas, y Mónika Sánchez. La producción estuvo a cargo de Rubén y Santiago Galindo.
Los productores seleccionaron 17 parejas de enamorados por medio de un casting realizado en 6 diferentes ciudades de México. Un miembro de la pareja, «el soñador», formaría pareja de baile con una celebridad del medio del espectáculo y los ganadores obtendrían la «boda de sus sueños» y otros premios. Los concursantes contaban con la asesoría de coreógrafos expertos, que se encargaban de montar los números bailables que se presentarían en cada emisión. Cada domingo presentaban las coreografías y estas eran calificadas por parte del jurado y por llamadas telefónicas del público, eliminando en cada emisión a la pareja de concursantes que obtenía la menor calificación, hasta que la pareja que quedaba al final resultaba ganadora.
Bailando por la boda de mis sueños incluyó algunas innovaciones, como aislar e incomunicar en una «Aldea» a los novios que veían a sus parejas bailar, además de someterlos a algunas pruebas. Incorporó además algunas parejas de «padrinos», con el fin de aconsejar a los participantes, las parejas de padrinos fueron: Latin Lover y Maribel Guardia, Victoria Ruffo y Enrique Rocha, y Bibi Gaytán y Eduardo Capetillo. Se introdujo también el concepto de «las suegras», un grupo que trataría de hacer todo lo posible para convencer a las parejas de novios con menor puntaje de no casarse. El grupo estaba compuesto por la conductora Talina Fernández (mamá de Mariana Levy), Diana Perla Chapa (mamá de Tatiana) y Lucero León (mamá de la cantante Lucero).
Reality que marco tendencia en la forma de hacer grilla para ganar popularidad, donde la pareja regio montana conformada por Garo Medellín y Delia Cano se robaron el show al salir expulsados del reality por cantar una canción a parte del jurado. El público que los salvó exigía el reembolso del dinero. Los jóvenes comentaron en diversas publicaciones de su localidad que todo se tramó bajo la producción para ganar índice de audiencia, al cual ellos fueron utilizados por parte de la producción. Cabe destacar que ellos gozaban de gran favoritismo por parte de todo el público mexicano.

## Jurado
El jurado, que cada semana calificaba el desempeño y montaje de la pareja de competidores, estuvo integrado por expertos bailarines y coreógrafos, como Emma Pulido, profesora de danza y coreógrafa; Félix Greco, coreógrafo; Edith González, actriz y bailarina; y Roberto Mitsuko, bailarín.
Emma Pulido, quien fue coreógrafa de Televisa durante la década de 1970 y primera bailarina del Ballet Folklórico de México, lidereado por Amalia Hernández, a raíz de las transmisiones del programa Bailando por un sueño fue denominada «la Juez de Hierro», por el tono de sus críticas.

## Participantes y eliminados de cada semana
| Famoso / Enamorados                               | Puesto alcanzado              | Ritmos de eliminación                 |
| ------------------------------------------------- | ----------------------------- | ------------------------------------- |
| Jacqueline García / Josué y Margarita             | Primer Puesto                 |                                       |
| Liz Vega / Edgar y Lorena                         | Segundo Puesto                |                                       |
| Susana González / Enrique y Sara                  | Tercer Puesto                 | Tango                                 |
| Manuel Landeta / Tania y Pedro                    | Eliminados en la 17.ª Gala    | Pop Latino                            |
| Irán Castillo / Romeo y Érika                     | Eliminados en la 16.ª Gala    | Cumbia Mexicana - Cumbia Tejana       |
| Julio Camejo / Yuliana y Jesús                    | Eliminados en la 14.ª Gala    | Tango - Quebradita - Dance de los 90s |
| Angelique Boyer / Jonathan y Linda                | Eliminados en la 13.ª Gala    | Lambada - Merengue                    |
| Malillany Marín / Garo y Delia                    | Eliminados en la 12da. Gala   |                                       |
| Mariana Ávila / José y Karem                      | Eliminados en la 11ra. Gala   | Merengue - Salsa                      |
| Michel Olivares / Nancy y Carlos                  | Eliminados en la décima. Gala | Rock and Roll - Cumbia Mexicana       |
| Andrea Torre / David y Laura                      | Eliminados en la 9.ª Gala     | Reguetón - Salsa en Línea             |
| Emir Pabón / Miriam y Eric                        | Eliminados en la 8.ª Gala     | A go go - Tex Mex                     |
| Macaria / Crystian y Aracely                      | Eliminados en la 7.ª Gala     | Swing - Samba                         |
| Jorge "El Maromero" Páez / Karina y Marco Antonio | Eliminados en la 6.ª Gala     | Merengue                              |
| Intocable / Alejandra y Mario                     | Eliminados en la 5.ª Gala     | Rumba - Guaracha                      |
| Isabel Madow / Miguel Ángel e Iza                 | Eliminados en la 4.ª Gala     | Mambo - Hip Hop                       |
| Poncho de Nigris / Azalea y Juan Manuel           | Eliminados en la 3.ª Gala     | Cumbia Mexicana - Rock and Roll       |

## La final
La final del concurso desató una polémica debido a la decisión de la producción de postergarla por una semana, preparar dos bodas y decidir hasta el último momento la pareja ganadora. Ambas parejas finalistas recibieron como regalo la realización de su boda, pero solo el primer lugar obtuvo otros premios adicionales, que consistieron en una casa, un automóvil y la «luna de miel». La pareja ganadora fue la conformada por Jackie García y Josúe, novio de Margarita.